# Santa Sofía (Colômbia)

Localização de Santa Sofía no departamento de Boyacá.

Santa Sofía é um município no departamento de Boyacá, na Colômbia.